# Joseph Boehm (Medailleur)

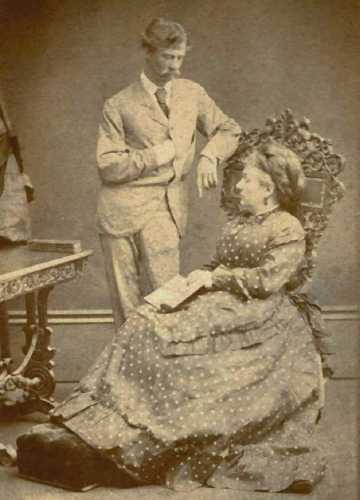
Boehm mit Prinzessin Louise, 1885

Sir Joseph Edgar Boehm, 1. Baronet RA, geboren als Joseph Böhm (* 6. Juli 1834 in Wien; † 12. Dezember 1890 in London), war ein österreichisch-britischer Medailleur und Bildhauer. Zu seinen bekanntesten Werken gehören das Gesicht der britischen Königin Victoria auf der Münze, die zu deren goldenem Thronjubiläum geprägt wurde, und die Statue des Herzogs von Wellington im Hyde Park Corner. Er zählt zu den bedeutendsten Bildhauern der viktorianischen Ära.

## Leben

Gold Sovereign von 1889 mit dem Porträt von Queen Victoria

Boehms Eltern waren deutscher Abstammung. Sein Vater Joseph Daniel Böhm war Direktor der Graveurakademie am Hauptmünzamt in Wien und ebenfalls Medailleur. Schon als Junge bereiste er mit diesem Italien und erhielt seine Ausbildung in Großbritannien und Italien. Er arbeitete nur wenige Jahre in Wien, vor allem im Medaillen- und Münzfach; 1853 erhielt er den Kaiserpreis für diese Medaillen und 1856 für seine Skulpturen. Auf der dritten Weltausstellung in London 1862 waren seine Skulpturen so erfolgreich, dass seine Arbeit mit Medaillen und Münzen in den Hintergrund trat. Seine Skulpturen galten zwar häufig als zu malerisch, fanden aber großen Anklang am Hof von Königin Victoria. Zu seinen ersten bekannten Werken zählt die kolossale Marmorstatue von Königin Victoria, die 1869 in Windsor Castle ausgeführt wurde, und das Denkmal für den Vater der Königin, Edward Augustus, Duke of Kent and Strathearn, in der St George’s Chapel in Windsor.
1862 zog Boehm nach London und nahm 1865 die britische Staatsbürgerschaft an. 1878 wurde er zum Mitglied der ARA, der Associated Royal Academicians gewählt, der mehrjährigen Anwartschaft vor der Wahl zum Vollmitglied in die britischen Royal Academies, wohin er schließlich 1882 berufen wurde.

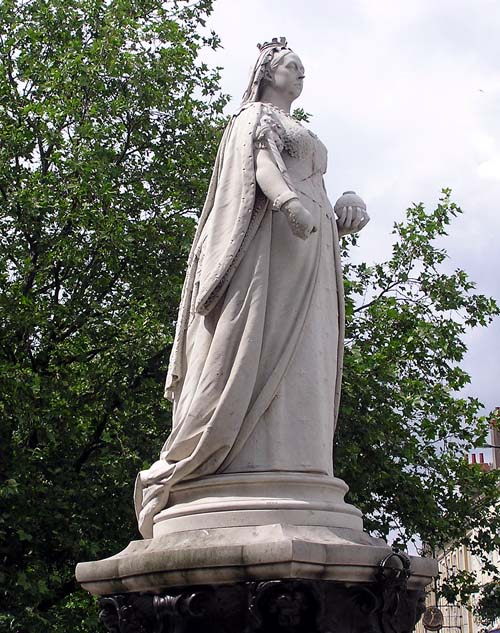
Statue von Königin Victoria in Bristol

Berühmt wurde er besonders durch seine Porträtbüsten, welche heute teilweise in der National Portrait Gallery in London zu sehen sind. Seine Aufträge erhielt er häufig aus der königlichen Familien und von Mitgliedern des Adels, die Skulpturen für ihre Gärten und Parkanlagen anfertigen ließen. Zu seinen wichtigsten Arbeiten zählt der Heilige Georg und die Drachen, zu sehen vor der State Library of Victoria in Australien und die Statue von Sir Francis Drake. Viele seiner Werke finden sich auch in Balmoral, der Sommerresidenz der britischen Königsfamilie, und in Dalmeny, Schottland. Die große Reiterstatue dort wurde in den 1860er Jahren von Mayer de Rothschild für seine neu erbaute Residenz Mentmore Towers in Buckinghamshire in Auftrag gegeben.
Boehms bekannteste Schülerin war Prinzessin Louise, Duchess of Argyll, eine Tochter von Königin Victoria, von der unter anderem die Statue von Victoria in Kensington Gardens stammt. Da Louise auch anwesend war, als Boehm in seinem Studio in South Kensington starb, gibt es bis heute unbelegte Gerüchte, dass die beiden eine Affäre gehabt hätten.
In London stehen heute noch zahlreiche seiner Statuen: in der Saint Paul’s Cathedral das Denkmal für General Charles George Gordon, weitere Statuen finden sich in der Fleet Street, in Temple Bar und in den Embankment Gardens.
1869 modellierte Böhm ein Selbstporträt als Reiterstatuette, die in der Kunstgießerei Lauchhammer in Bronze gegossen worden ist.
Am 13. Juli 1889 wurde ihm der erbliche Adelstitel eines Baronet, of Wetherby Gardens, in the Parish of St. Mary Abbots, Kensington, in the County of London, verliehen.
Aus seiner 1860 geschlossenen Ehe mit Louisa Frances Boteler hatte er eine Tochter, Florence Louise Boehm, und einen Sohn, Edgar Collins Boehm, der ihn 1890 als 2. Baronet beerbte.